# Rittergut Hammerstein
Das Rittergut Hammerstein, gelegentlich auch als Haus Hammerstein bezeichnet, befand sich in Wuppertal im heutigen Stadtbezirk Vohwinkel. Es lag westlich von Sonnborn und Unten vorm Steeg auf der rechten Wupperseite. Die Ortslage Hammerstein geht auf dieses Rittergut zurück.

## Beschreibung

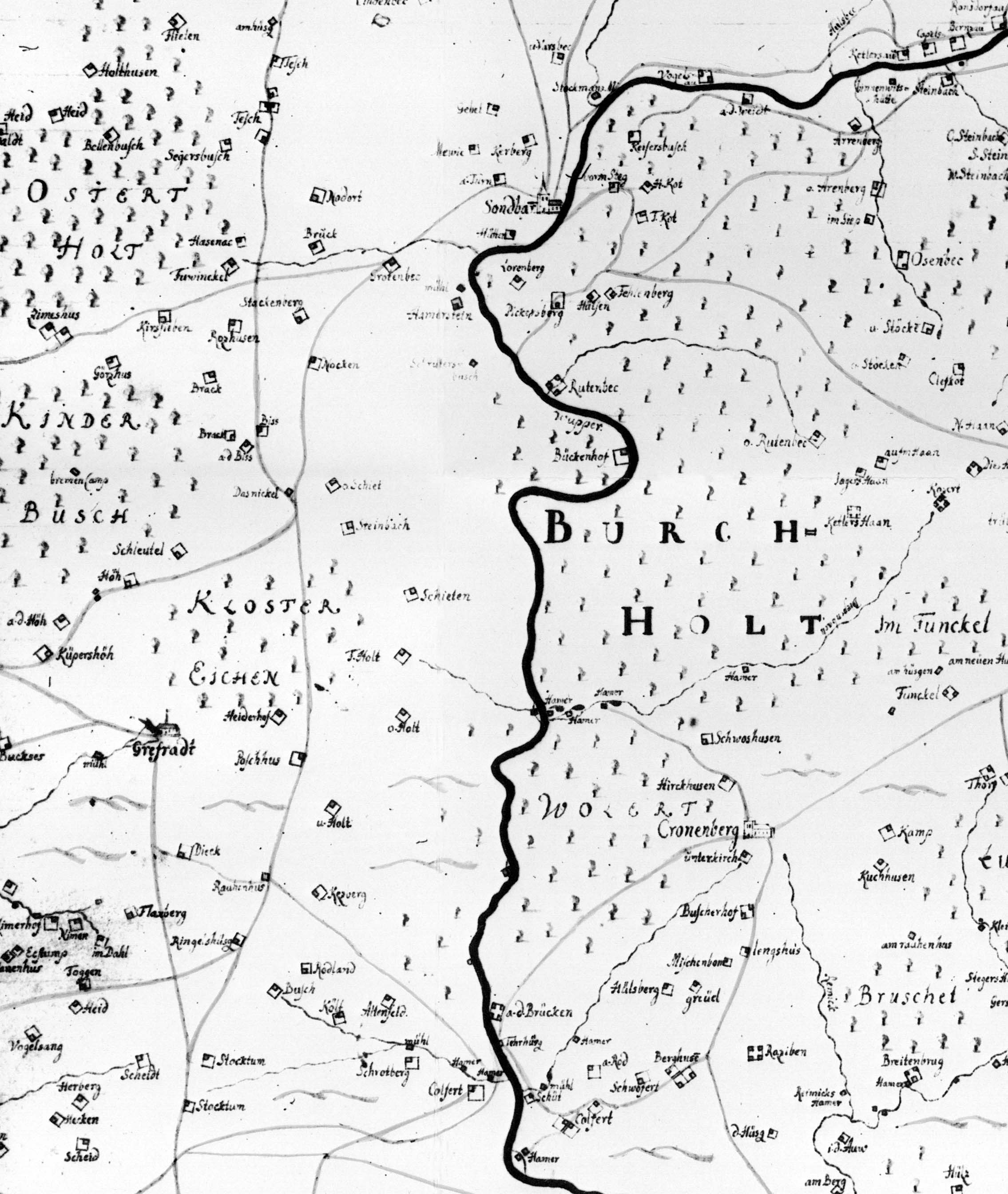
Karte von Erich Philipp Ploennies

Auf der Topographia Ducatus Montani (1715) von Erich Philipp Ploennies ist es als „Hamerstein“ vermerkt.
Es ist nicht bekannt, dass Darstellungen der Anordnung des Herrenhauses überliefert sind. Deswegen ist davon auszugehen, dass es sich um kein repräsentatives Gebäude handelte, sondern eher um einen Gutshof, der als „schlichter zweigeschossiger Bau“ beschrieben wird. Auch sonst sind Informationen um den Rittersitz bruchstückhaft überliefert, die erste Erwähnung geht dabei auf das 12. Jahrhundert zurück.
Überliefert ist, dass zum Gut eine Wassermühle gehörte. Ob sich Reste des Rittergutes im Gebäudeensemble Villa Hammerstein, das sich auf der Hammersteiner Allee befindet, erhalten haben, ist nicht belegt. Die Höhenlage der Villa scheint aber für das Rittergut unwahrscheinlich zu sein, begründet wird dies durch fehlende Gräben und fehlende Wasserzufuhr etc. Es wird auch spekuliert, ob dieses feste Haus zur Sicherung eines Wupperübergangs gebaut worden war.
Der Name „Schloss Hammerstein“, der unter anderem auf einer Vohwinkeler Karte des Adressbuches aus dem Landkreis Mettmann aus dem Jahr 1895 zu finden ist, ist wahrscheinlich nur ein volkstümlicher Name der Villa Hammerstein mit ihrem Landschaftspark. Das Gebäudeensemble der Villa wurde in der Zeit um 1897 als Sommerlokal mit einem Saal und weiteren Gesellschaftsräumen genutzt.

## Geschichte

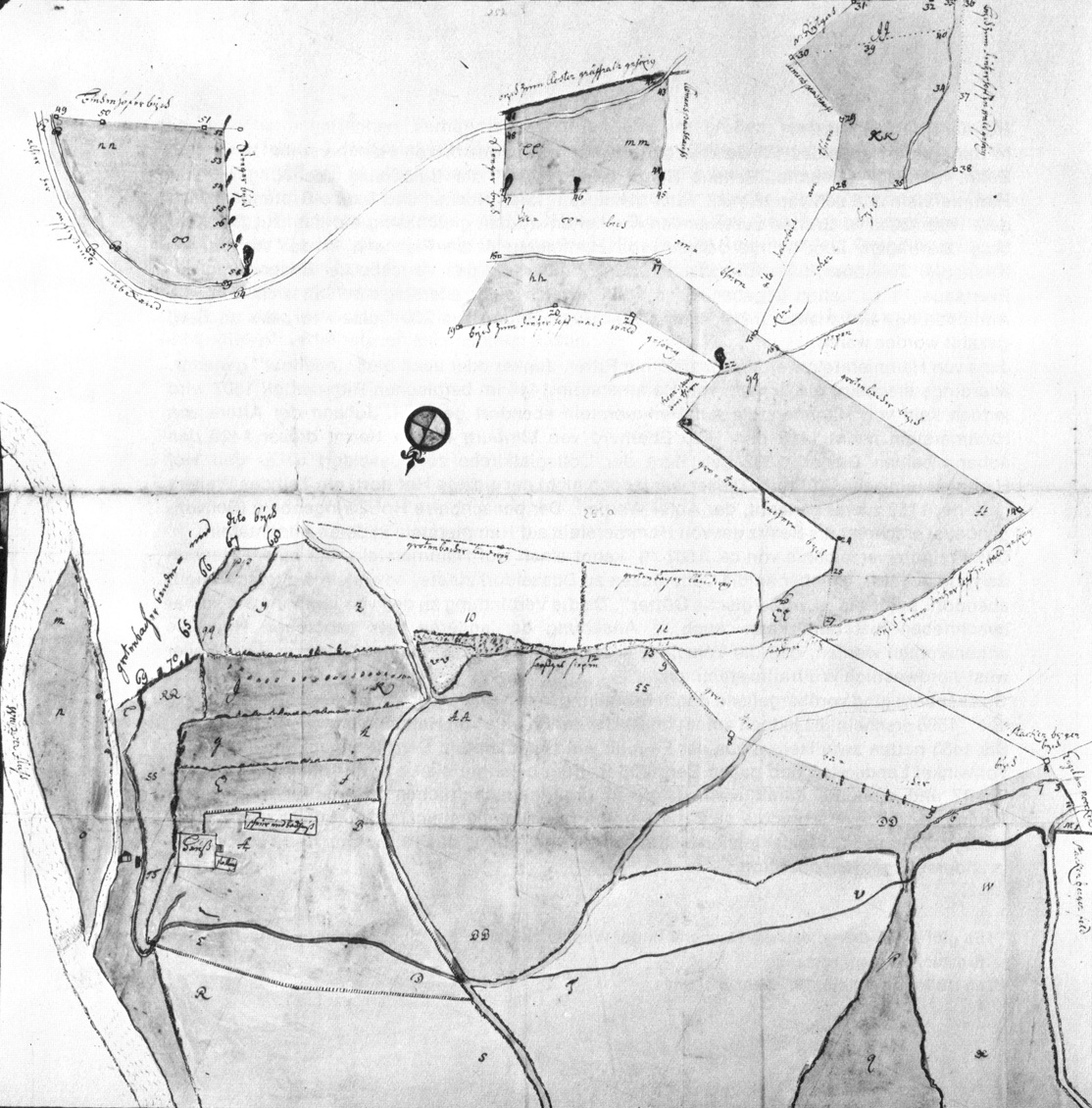
Karte von Haus- und Grundbesitz derer von Hammerstein, 1746

Laut Gerhart Werner soll Otto von Hammerstein, als er wegen der  Auseinandersetzungen um seine Ehe auf der Flucht war, bei den Grafen von Berg Schutz gesucht haben; darüber hinaus soll er einen Zinshof der Abtei Werden östlich von Wülfrath erworben haben, der den Namen Gut Hammerstein erhielt. Dieser Zinshof wurde Stammsitz der späteren Freiherren von Hammerstein.
Eine verwandtschaftliche Beziehung zwischen Otto von Hammerstein und den Freiherren von Hammerstein ist jedoch nicht belegt. Für die von Hammerstein war dieses Gut jedoch nur eine Zwischenstation (in Wülfrath gibt es heute auch eine Ortslage „Hammerstein“). Später nutzten sie den Rittersitz in Sonnborn an der Wupper, dem sie ungefähr ab dem 15. Jahrhundert den Namen gaben. Sie gelangten wieder zu Einfluss und Ansehen. Hohe Ämter wurden ihnen vom Herzog von Berg übertragen.
Einen Neubau des Gutes soll 1409 gegeben haben. Zweihundert Jahre später, 1604, gab es erneut einen Neubau, der allerdings 1633 im Dreißigjährigen Krieg zerstört wurde. Nach dieser Zerstörung wurde das Gut erneut aufgebaut, zu dieser Zeit ist Johann Quadt als Besitzer des Gutes belegt.
Im Amt Hückeswagen erwarben Mitglieder der Familie den Hof Wolfsoege, der ab diesem Zeitpunkt auch als Hammersteinsoege bekannt war, und bauten dort, ebenfalls an der Wupper, einen weiteren Herrensitz. (Siehe Hammerstein in Hückeswagen)
Das Rittergut Hammerstein ging 1811 in bürgerliche Hände über, als der Müller der zugehörige Mühle, Heinrich Reiffen, und dessen Ehefrau Anna Catharina (geborene Koettgen) das Gut für 53.856 Franc und 50 Centimes (oder 17.952 Reichsthaler, 10 Stüber) und eine Barsumme von 42.000 Franc (14.000 Reichsthaler), zusammen 95.856 Franc und 50 Centimes, von den Gebrüdern Friedrich und Georg von Hammerstein erwarben. Die Brüder waren die Bevollmächtigte ihres Vaters Georg August Freiherr von Hammerstein-Gesmold. Der Kauf beinhaltete die Gerechtsame auf Fischerei und Jagd und weiteres Zubehör.
1825 erwarb der Unterbarmer Kaufmann Johann Christian Jung das Gut und ließ auf der Anhöhe ab 1826 die Villa Hammerstein errichten. In den Jahren 1835 bis 1837 entstand die Baumwollspinnerei Hammerstein an der Wupper.